# Alvleesklier
De alvleesklier of de/het pancreas (Latijn: pancreas van Grieks: τό πάγκρεας, to págkreas, van πάν, pan = "alles" en κρέας, kréas = "vlees") is een gemengde klier, dat wil zeggen een klier met zowel een endocriene, als een exocriene afscheidingsfunctie. Deze dubbele secretie- of afscheidingsfunctie bestaat uit een uitwendige afscheiding ten behoeve van de spijsvertering, en een inwendige afscheiding ten behoeve van de koolhydraatstofwisseling.

## Uitwendige afscheiding (exocrien)
De alvleesklier produceert en scheidt 1,5 à 3 liter alvleeskliersap per dag af. Het exocriene klierweefsel van de alvleesklier bestaat uit vele klierzakjes, die het alvleessap produceren. Via een afvoerbuis druppelt dat sap in de twaalfvingerige darm, waar het helpt bij de vertering van koolhydraten, vetten, en eiwitten en het neutraliseren van maagzuur. Alvleessap komt dus terecht in het uitwendig milieu, waar het spijsverteringsstelsel toe wordt gerekend, net als de longen, en een deel van de nieren (nierkelken en nierbekken). 
Alvleessap bevat inactieve spijsverterings-enzymen, met name trypsine - een eiwit-afbrekend enzym of protease - en verder het zetmeel-afbrekende amylase, en het vet-verterende lipase. Deze enzymen worden pas in de twaalfvingerige darm geactiveerd, om afbraak van de alvleesklier door zijn eigen enzymen te voorkomen. Verder bevat het alvleessap ook nucleasen, zoals DNA-ase en RNA-ase, die DNA en RNA afbreken tot nucleotiden. De alvleesklier geeft ook grote hoeveelheden basisch natriumbicarbonaat af, ter neutralisering van het maagzuur, dat afvloeit via de ductus pancreaticus (Wirsungi), overgaand in de papil van Vater naar de twaalfvingerige darm.
De belangrijkste soorten enzymen zijn:
Eiwitsplitsers (proteasen)deze worden in de alvleesklier geproduceerd in een niet-actieve vorm; daardoor kunnen ze de eiwitten van de alvleeskliercellen zelf niet afbreken. Een niet-actief enzym, bijvoorbeeld (chymo)trypsinogeen, wordt in de darm in de actieve vorm, het (chymo)trypsine, omgezet door de werking van het enzym enterokinase, dat door de darmwandcellen wordt afgescheiden; dit trypsine activeert op zijn beurt weer een aantal andere, niet-actieve eiwitsplitsers in het alvleessap. Geschiedt dit omzettingsproces reeds in de alvleesklier zelf, dan ontstaat zelfvertering, de acute alvleesklierontsteking of pancreatitis.
Vetsplitsersde belangrijkste is pancreaslipase, een enzym dat triglyceriden (het kwantitatief belangrijkste voedingsvet) splitst in zijn componenten glycerol en vetzuren. Deze afbraak van triglyceriden wordt voortgezet in de dunne darm onder invloed van een lipase dat door de dunne darm zelf wordt geproduceerd. Voor de normale vetvertering is naast lipase ook gal nodig die continu in de lever wordt geproduceerd.
Koolhydraatsplitsershet enzym amylase splitst de polysacharide zetmeel in meerdere moleculen van de disacharide maltose. In de dunne darm zet het enzym maltase ieder maltose-molecuul vervolgens om in twee moleculen (monosachariden) glucose. Sacharase (= sucrase) afgescheiden in de dunne darm zet ieder molecuul sacharose (tafelsuiker) om in een molecuul glucose en een molecuul fructose. Deze enkelvoudige suikers gaan via de poortader van de dunne-darmwand naar de lever, waar fructose (en galactose of melksuiker uit verteerde melk) alsnog in glucose worden omgezet. Vanuit de lever gaat de glucose als bloedsuiker naar de lichaamscellen, waar de glucose via celademhaling voor de energievoorziening van iedere individuele cel zorgt. Amylase wordt in grote hoeveelheden gevormd in de oorspeekselklier in het speeksel; in de mond begint dan ook de afbraak van ingenomen zetmeel. Daarnaast wordt amylase afgescheiden door de dunne darm.

## Inwendige afscheiding (endocrien)
De alvleesklier maakt daarnaast deel uit van het endocrien systeem: het produceert en scheidt onder meer de volgende hormonen uit:
- insuline
- glucagon
- somatostatine

Deze hormonen worden rechtstreeks aan het bloed afgegeven.
De eilandjes van Langerhans bevatten ten minste twee soorten hormoonproducerende cellen, de alfacellen, die het hormoon glucagon maken met behulp van hydrolyse, en de bètacellen, die insuline produceren.
Als de bloedsuikerspiegel daalt, vormt dit een prikkel voor de alvleesklier om glucagon af te scheiden, dat o.a. de levercellen aanzet om het daar opgeslagen glycogeen (via hydrolyse) af te breken tot glucose, zodat de bloedspiegel weer op peil komt. 
De bloedsuikerspiegel wordt bepaald door enerzijds het verbruik van, en anderzijds door de vorming van glucose, de centrale energiedrager van de stofwisseling bij de mens.
Als de glucosespiegel in het bloed stijgt, bijvoorbeeld door het eten van suiker, zal de alvleesklier meer insuline gaan produceren. De insuline zorgt ervoor dat na de afbraak van sacharose tot glucose, de gevormde glucose in het bloed door de celmembraan de lichaamscellen in kan, waar het voor de stofwisseling nodig is. Uiteraard daalt hierdoor de glucosespiegel in het bloed dan weer.
Bij een verhoogde lichamelijke activiteit wordt adrenaline gevormd, wat de productie van insuline remt.

## Locatie
Het orgaan bevindt zich retroperitoneaal in de buikholte, gedeeltelijk achter de maag en de twaalfvingerige darm. De alvleesklier komt eveneens achterlangs in contact met de linker nier en bijnier. De alvleesklier ligt diep naar achteren verscholen in de bovenbuik, achter de maag en het achterste buikvlies en vóór de wervelkolom. Deze klier is dan ook moeilijk toegankelijk voor medisch onderzoek.

## Omvang
Bij een volwassene is de alvleesklier 12 tot 15 cm lang en weegt 70 tot 100 gram. De alvleesklier bestaat uit een caput (hoofd), een corpus (lichaam) en een cauda (staart).

## Vorming (embryogenese)
Embryonaal ontwikkelt de alvleesklier zich uit één of meer uitstulpingen (alvleesklierknoppen) van de twaalfvingerige darm. Deze vertakken zich tot een gangenstelsel met aan het eind de cellen die het alvleessap produceren, dat door de gangetjes de darm kan bereiken. Daarnaast ontstaan in de alvleesklier ook klompjes cellen, de eilandjes van Langerhans, die hun producten (hormonen nodig voor de koolhydraatstofwisseling) niet lozen op het gangenstelsel, maar rechtstreeks afgeven aan het bloed.

## Aandoeningen
De meest voorkomende aandoening is de alvleesklierontsteking of pancreatitis, een niet-bacteriële ontsteking, die ontstaat door activering van vrijgekomen verteringsenzymen in de pancreas, met zelfvertering van de alvleesklier tot gevolg. Ontstekingen van de alvleesklier uiten zich vooral in de vorm van spijsverteringsproblemen (malabsorptie, diarree) en insulinetekort (diabetes mellitus). Pas als ongeveer 90% van het pancreas vernietigd is, doen zich belangrijke functiestoornissen voor.
Een kwaadaardige aandoening van de alvleesklier is alvleesklierkanker, waarvan meerdere vormen voorkomen:
- cystadenocarcinoom
- insulinoom
- gastrinoom
- glucagonoom

Een ziekte die niet slechts tot de alvleesklier beperkt is, is taaislijmziekte (cystische fibrose).
Bij exocriene pancreasinsufficiëntie of EPI produceert de alvleesklier onvoldoende enzymen. Als gevolg daarvan is de spijsvertering slecht en verliest de patiënt gewicht respectievelijk kan niet aankomen.

## Suikerziekte
Indien dit deel van de alvleesklier uitvalt, is de regeling van de uiterst belangrijke glucosestofwisseling niet goed meer mogelijk en zal suikerziekte (diabetes mellitus) ontstaan.
Bij klassieke type I diabetes mellitus is er een probleem bij de productie van insuline.

## Anatomie

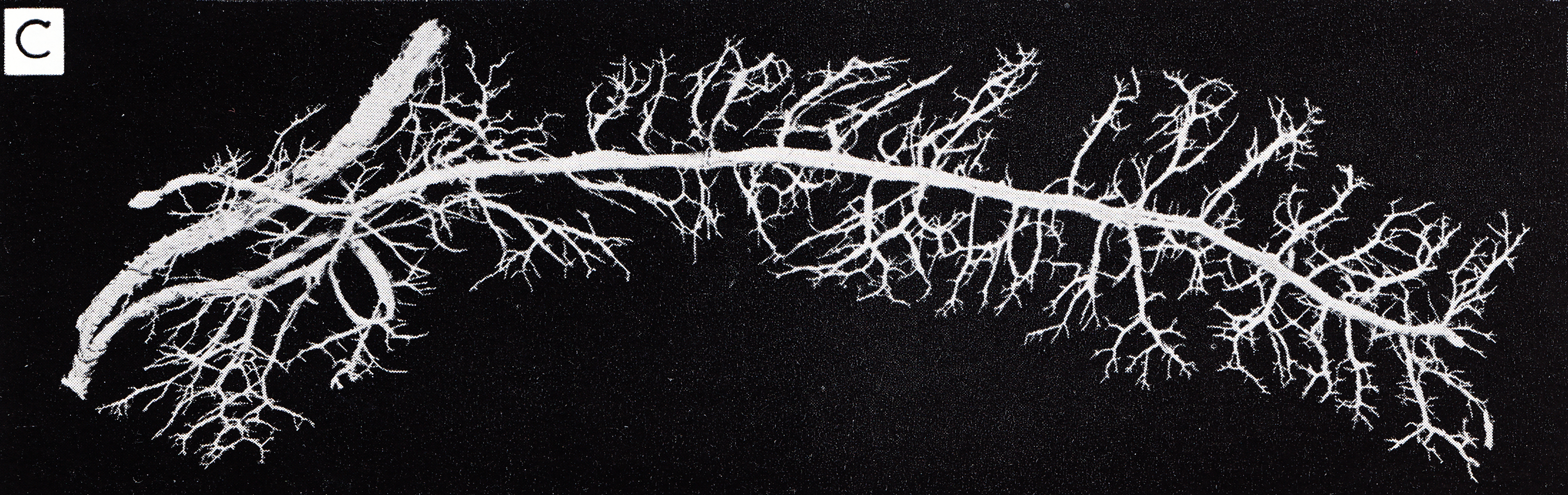
Alvleeskliergangenstelsel

De alvleeskliergangen, van de acini tot het punt waar ze hun inhoud in de twaalfvingerige darm lozen, zijn als volgt gerangschikt: ductae intercalatae (de kleinste), intralobulaire gangen, interlobulaire gangen en de alvleesgang. 
- Ductus pancreaticus (ductus Wirsungi), alvleesgang
  - Ductus pancreaticus accessorius (ductus Santorini)
- Papil van Vater is de plaats waar de gezamenlijke galgang (ductus choledochus), de afvoerbuis van de lever (ductus hepaticus) en de afvoerbuis van de alvleesklier (ductus pancreaticus) uitmonden in de twaalfvingerige darm.
- Aanhechting aan galwegen (ductus choledochus: galgang)
- Exocriene alvleesklier
- Endocriene alvleesklier (eilandjes van Langerhans)

## Kunstmatige alvleesklier
Er wordt gewerkt aan een kunstmatige alvleesklier, die de insulineafgifte van de alvleesklier nabootst. Mogelijk kan dit apparaat in de toekomst worden ingezet in de behandeling van suikerziekte (diabetes mellitus).

## Wetenswaardigheid
- Het Van Dale Groot woordenboek van de Nederlandse taal geeft aan dat zowel de pancreas (mannelijk) als het pancreas (onzijdig) correct Nederlands zijn.